# Taklah Quz
Taklah Qūz (persiska: Taklak Qūz, تکله قوز, Takaleh Qūz, Taklek Qūz) är en ort i Iran.   Den ligger i provinsen Nordkhorasan, i den nordöstra delen av landet, 600 km nordost om huvudstaden Teheran. Taklah Qūz ligger 1 365 meter över havet och antalet invånare är 859.
Terrängen runt Taklah Qūz är kuperad. Runt Taklah Qūz är det ganska glesbefolkat, med 27 invånare per kvadratkilometer. Taklah Qūz är det största samhället i trakten. Trakten runt Taklah Qūz består i huvudsak av gräsmarker.